# دورة فرنسا المفتوحة 1998
قائمة بطولات دورة رولان غاروس لعام 1998:

## الكبار

### فردي رجال
كارلوس مويا هزم  أليكس كورتيجا، النتيجة:6-3, 7-5, 6-3

### فردي سيدات
أرانتكسا سانشيز فيكاريو هزمت  مونيكا سيليش، النتيجة:7-6, 0-6, 6-2

### زوجي رجال
جاكو إلتنغ وبول هارهويس () هزما مارك نوليز () ودانييل نيستور (), النتيجة:6-3, 3-6, 6-3

### زوجي سيدات
مارتينا هينغيز () وجانا نوفوتنا () هزمتا ليندسي دافنبورت () وناتاشا زفريفا (), النتيجة:6-1, 7-5

### زوجي مختلط
فينوس ويليامز وجوستين جيملستوب () هزما سيرينا ويليامز () ولويس لوبو (), النتيجة:6-4, 6-4

## الشباب

### فردي أولاد
فيرناندو غونزاليس () هزم خوان كارلوس فيريرو (), النتيجة:4-6, 6-4, 6-3

### فردي بنات
ناديا بيتروفا () هزمت جيلينا دوكيك (), النتيجة:6-3, 6-3

### زوجي أولاد
خوسيه دي أرماس () وفيرناندو غونزاليس () هزما خوان كارلوس فيريرو وفيليشيانو لوبيز (), النتيجة:6-7, 7-5, 6-3

### زوجي بنات
كيم كلايجسترس () وجيلينا دوكيك () هزمتا إيلينا ديمنتيفا وناديا بيتروفا (), النتيجة:6-4, 7-6